# Peter Fischer (Journalist, 1939)
Peter Fischer (* 15. Oktober 1939) ist ein deutscher Journalist. Unter anderem war er Chefredakteur der Frankfurter Neuen Presse und des Münchner Merkur.
Peter Fischer arbeitete zunächst von 1957 bis 1962 als Streifenpolizist in Hamburg und machte in dieser Zeit auf dem Abendgymnasium das Abitur. Anschließend studierte er in Hamburg Jura. 
1968 begann seine journalistische Laufbahn mit einem Volontariat bei der Bild-Zeitung in Hamburg, wo er binnen 18 Monaten Lokalredakteur wurde. 1971 wechselte er zur neugegründeten Aktuellen Woche, ebenfalls in Hamburg, wo er nach der Fusion mit der Zeitschrift praline zum stellvertretenden Chefredakteur aufstieg. In jener Ära verbrachte er Zeit als Kriegsberichterstatter in Vietnam, Zypern und dem Libanon.
1991 kehrte er zu Bild zurück, wo er Redaktionschef der Frankfurter Ausgabe wurde. 1986 wechselte er in die Chefredaktion der Frankfurter Neuen Presse. 1995 tauschte er den Chefredakteurssessel in Frankfurt gegen den des Münchner Merkur, wo er bis 2000 blieb. Von 1998 bis 1999 war er dabei auch simultan Chefredakteur des Merkur-Boulevardablegers tz.
Von 2000 bis 2004 arbeitete er als Korrespondent des Merkur sowie weiterer Blätter des Verlegers Dirk Ippen, wie des Hammer Westfälischen Anzeigers und des Oranienburger Generalanzeigers, in der Bundeshauptstadt Berlin. Seither betätigt er sich als freier Journalist und Autor.